# Veerenni

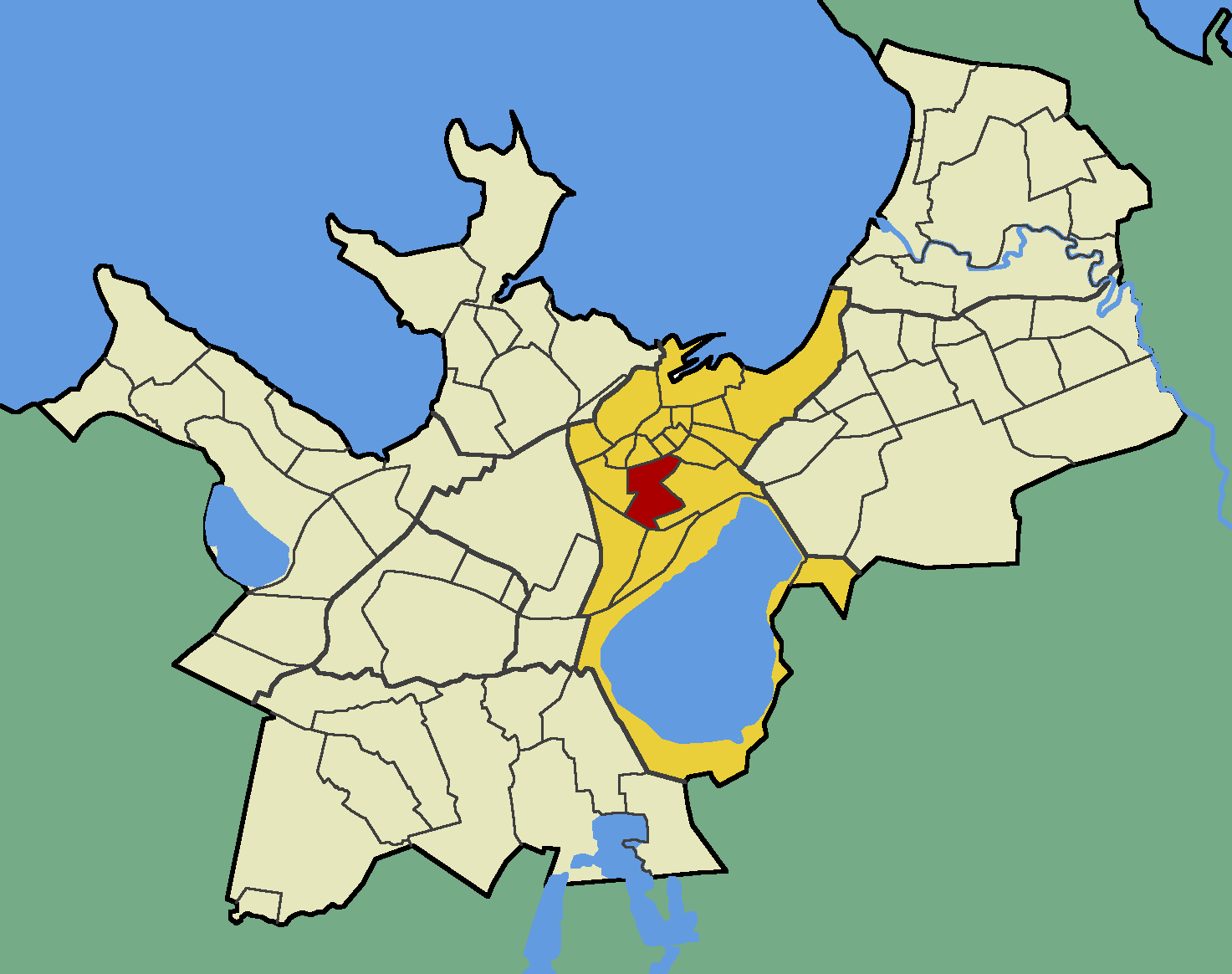
Der Bezirk Veerenni (rot) im Tallinner Stadtteil Kesklinn (gelb)

Veerenni (zu Deutsch etwa „Traufe“ oder „Aquädukt“) ist ein Bezirk (estnisch asum) der estnischen Hauptstadt Tallinn. Er liegt im Stadtteil Kesklinn („Innenstadt“).

## Beschreibung und Geschichte

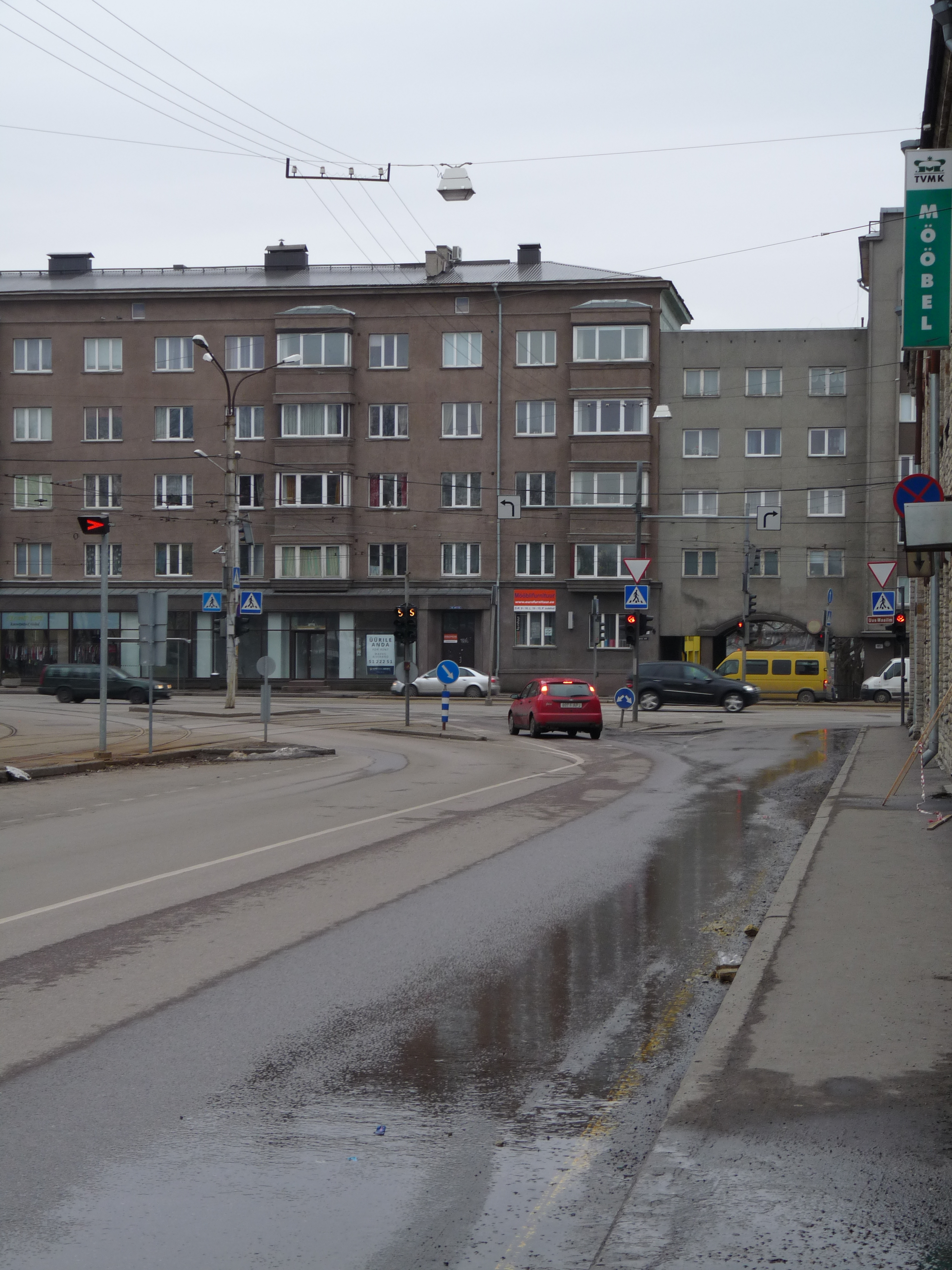

Veerenni hat 1.068 Einwohner (Stand 1. Mai 2010).
Der Name des Bezirks stammt von dem künstlichen Wasserlauf, der während des Mittelalters vom Ülemiste-See in die Altstadt von Tallinn führte. Der vier Kilometer lange, gemauerte Kanal wurde im Jahr 1345 angelegt.
Das Gebiet blieb lange Zeit weitgehend unbebaut. Erst mit der Bahnlinie zwischen dem Ostseehafen Paldiski und Tallinn kam es zur Ansiedlung von Industrieunternehmen und Arbeitern.

## Möbelfabrik Luther
Großen Anteil an die Entwicklung Veerennis hatte die Möbelfabrik Luther, eines der größten Industrieunternehmen im Estland der damaligen Zeit. 1877 gründeten der aus einer Unternehmerdynastie stammende Alexander Martin Luther und Markel Makarov eine Sägemühle. Sechs Jahre später entstanden ein Kesselhaus und 1891 das eingeschossige Industriegebäude der Firma. Ab 1885 stellte das Unternehmen als erste Firma im russischen Reich Sperrholz her.
Zwischen 1897 und dem Ersten Weltkrieg vergrößerte sich das Unternehmen, das auch eine Dependance in England unterhielt, weiter. 1914 beschäftigte die Möbel- und Holzfabrik 2000 Arbeiter. In der Zwischenkriegszeit war sie eine der größten estnischen Exportunternehmen nach Mitteleuropa. Mit der sowjetischen Besetzung Estlands wurde die Firma 1940 verstaatlicht.
1904/05 entstand für die Arbeiter das repräsentative Volkshaus mit Kantine im nationalromantischen Stil nach Plänen der finnischen Architekten Herman Gesellius, Armas Lindgren und Eliel Saarinen.

## Weitere wichtige Gebäude
1928 gründete der Unternehmer Haim Karschenstein in Veerenni die Regenmantel-Fabrik Gentleman. Sie wurde 1940 von den sowjetischen Besatzungsbehörden enteignet. Aus ihr entwickelte sich später das Textilunternehmen Baltika. Es war 1991 eines der ersten Unternehmen, das der estnische Staat privatisierte.
1929 entstand in Veerenni das Gotteshaus der estnischen Methodisten-Gemeinde, damals eines der größten Kirchenbauten in Kontinentaleuropa. Sie wurde bei dem verheerenden Angriff der sowjetischen Luftwaffe auf Tallinn im März 1944 zerstört.

## Bilder

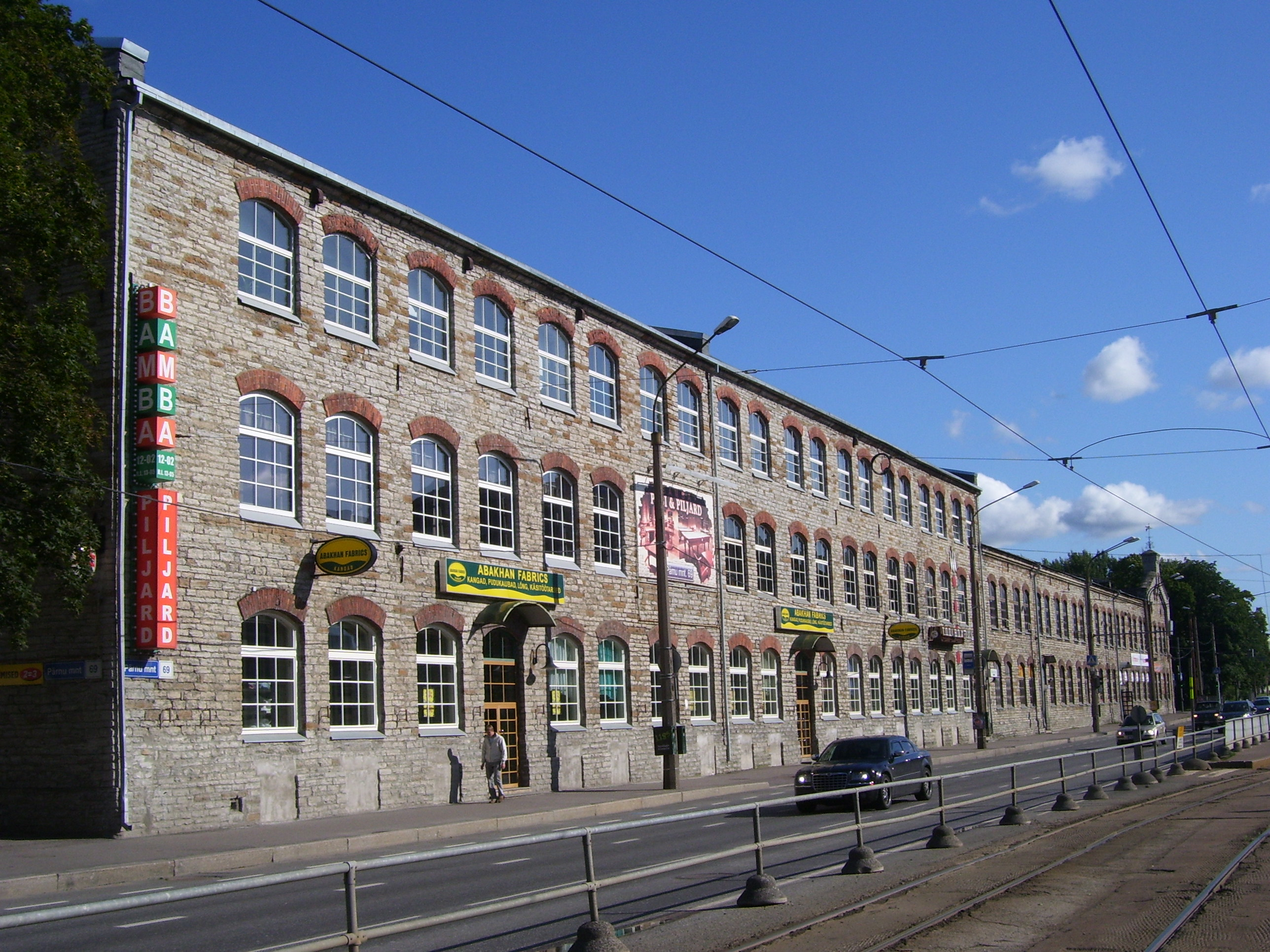
Ehemaliges Fabrikgebäude des Möbelherstellers Luther
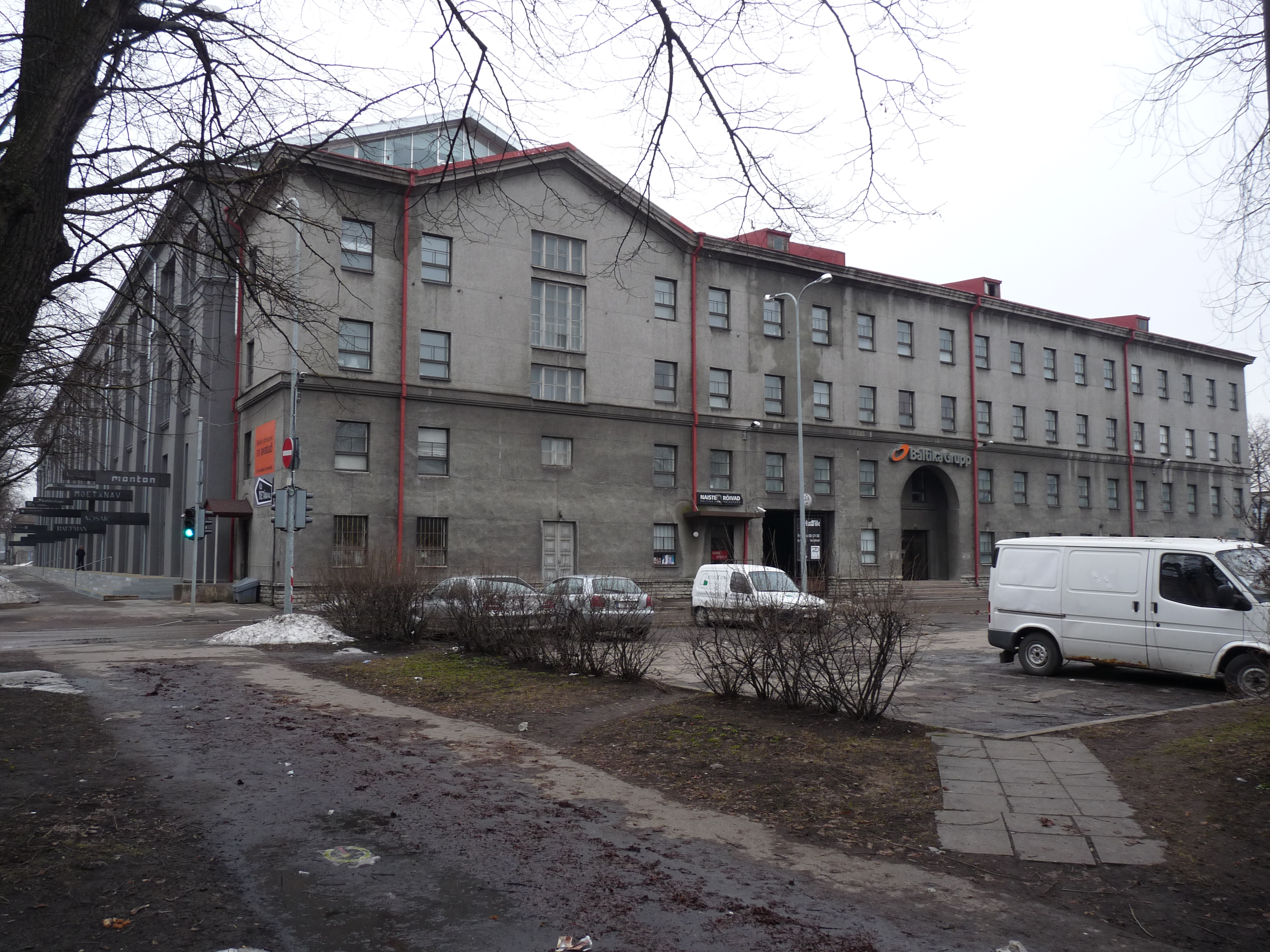
Haupthaus der Textilfirma Baltika
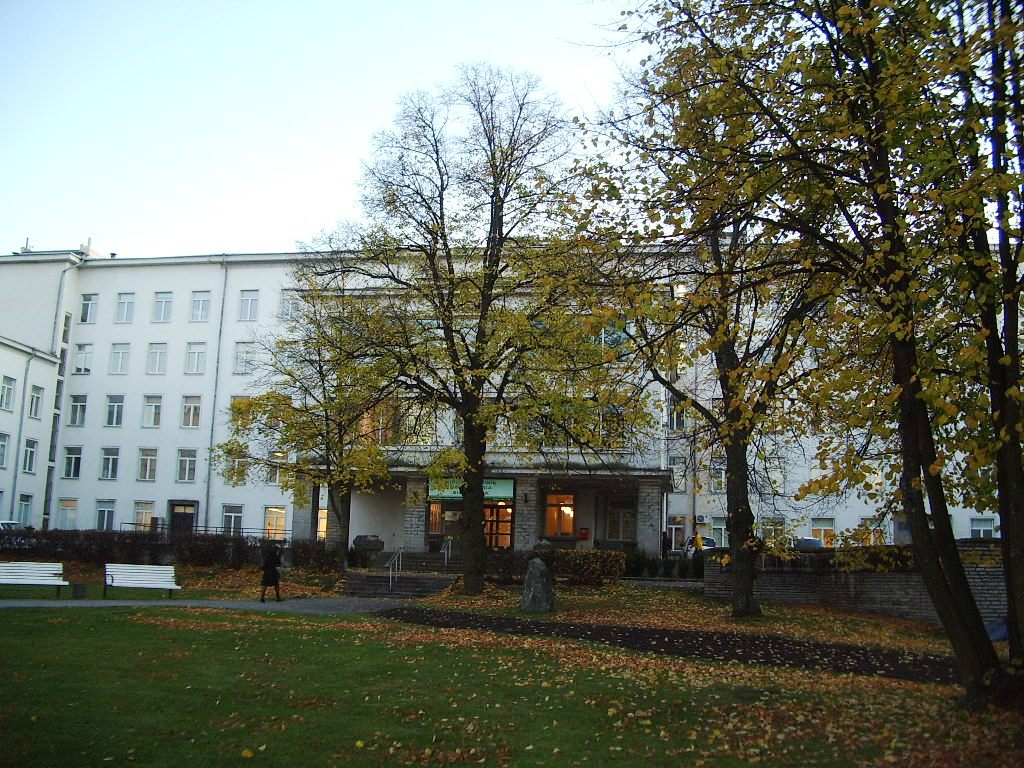
Krankenhaus von Veerenni
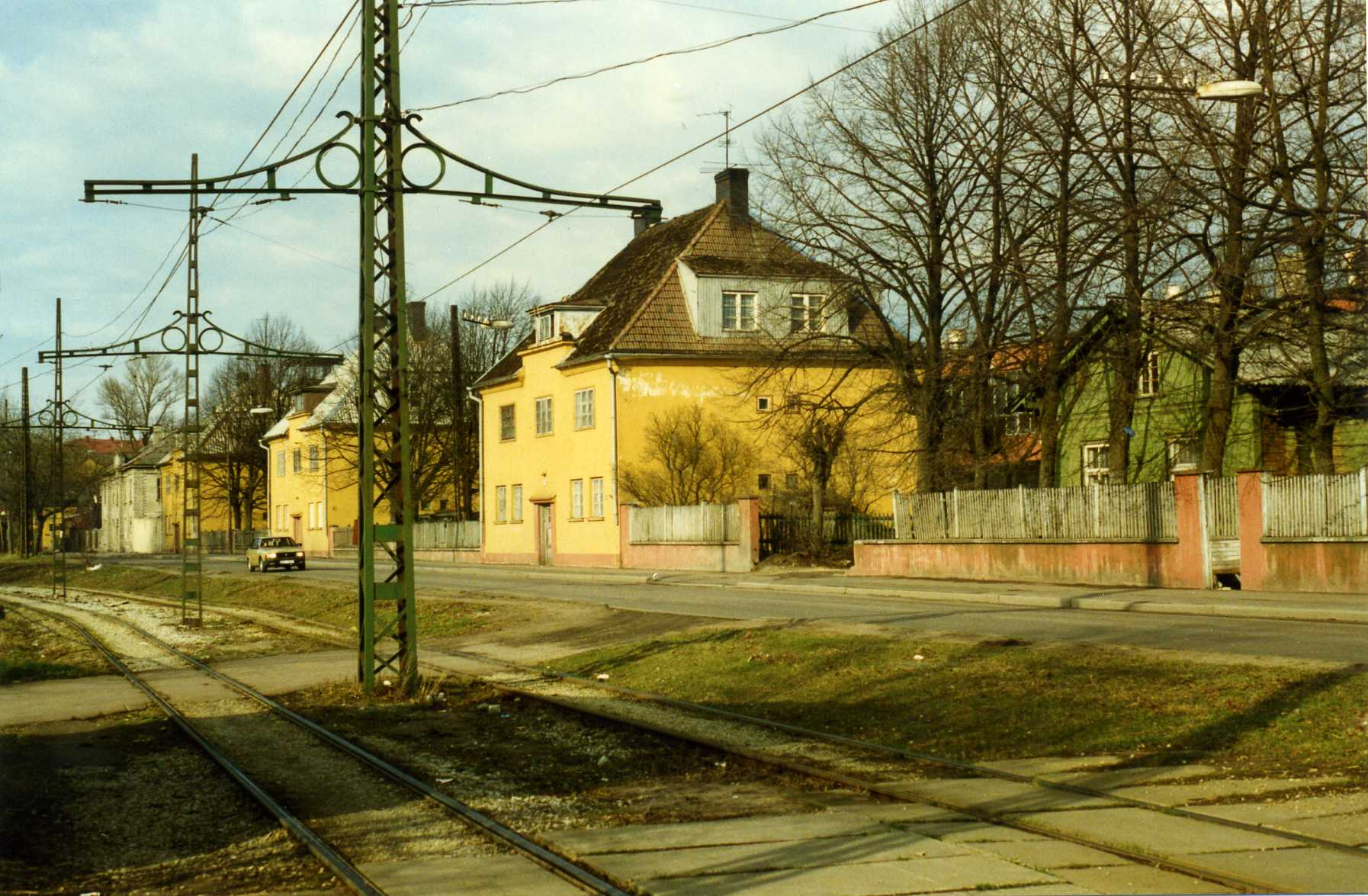
Wohnhäuser an der Straßenbahn
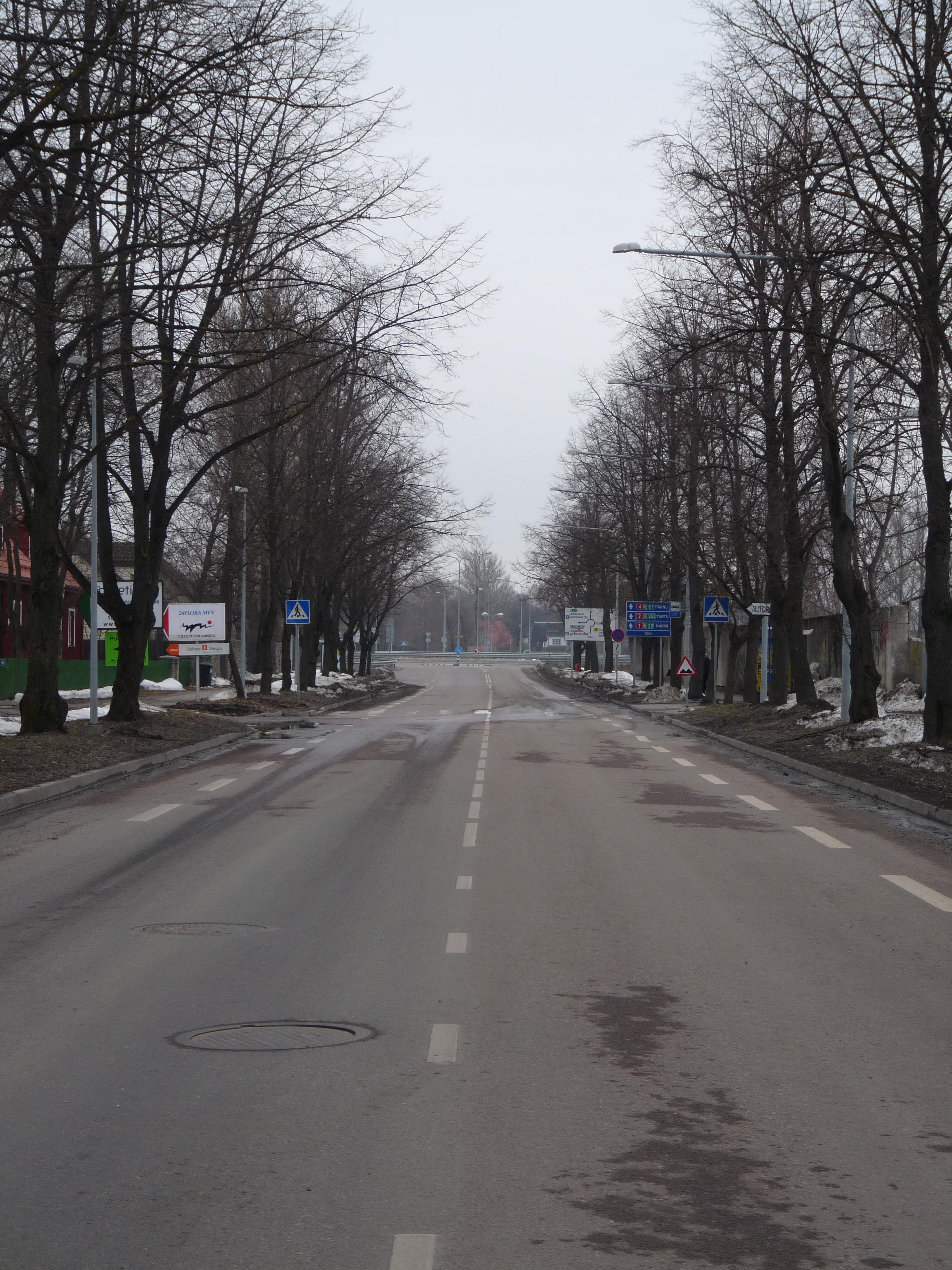
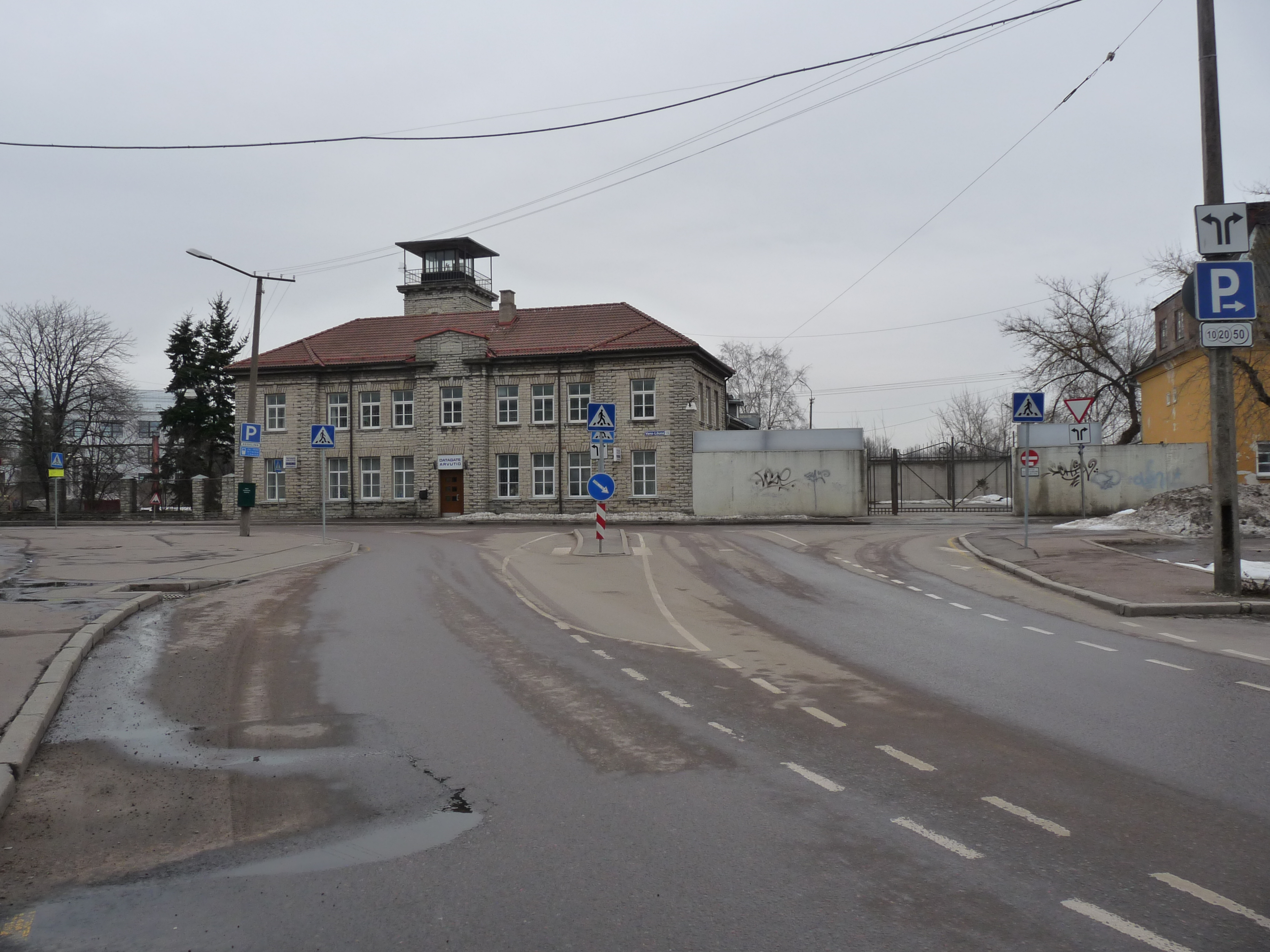